# Гардервейк
Гардервейк (нід. Harderwijk) — громада та місто в нідерландській провінції Гелдерланд.
Площа становить 48,27 км². Населення — 47 581 мешканців (станом на 1 січня 2019 року).

## Історія
У 1231 році Гардервейк отримав права міста від графа Гелдерну Оттона II. До кінця того ж сторіччя була побудована оборонна стіна навколо міста.
У 1372 році був окупований герцогинею Матильдою Гелдернською та графом Жан II де Блуа. Через нестачу грошей герцогині довелося у 1376 році закласти місто. У 1379 році Гардервейк перейшов під владу герцога Гелдерну й Юліху Вільгельма І. Після його смерті у 1402 році новий правитель Рейнальд IV підтвердив міські права, привілеї та свободи.
У 1480 році Гардервейк перейшов до Максиміліана Австрійського.
У 1503 році в Гардервейку сталася міська пожежа. Велика частина міських архівів була втрачена, багато людей загинули. У 1505 році місто було змушене здатися бургундцям. Рік потому чума забрала багато життів містян.
У 1528 році в місті сталася ще одна пожежа, і після двотижневої облоги Гардервейк було взято габсбурзьким генералом Флорісом ван Егмонтом, але в жовтні того ж року, після укладення Горінгемського договору, імператор Карл V був змушений повернути місто попереднім власникам.
У 1566 році почалося іконоборче повстання. Гардервейк обрав для себе сповідування протестантської релігії. Протягом 1578—1580 років усі монастирі були змушені передати свої володіння місту.

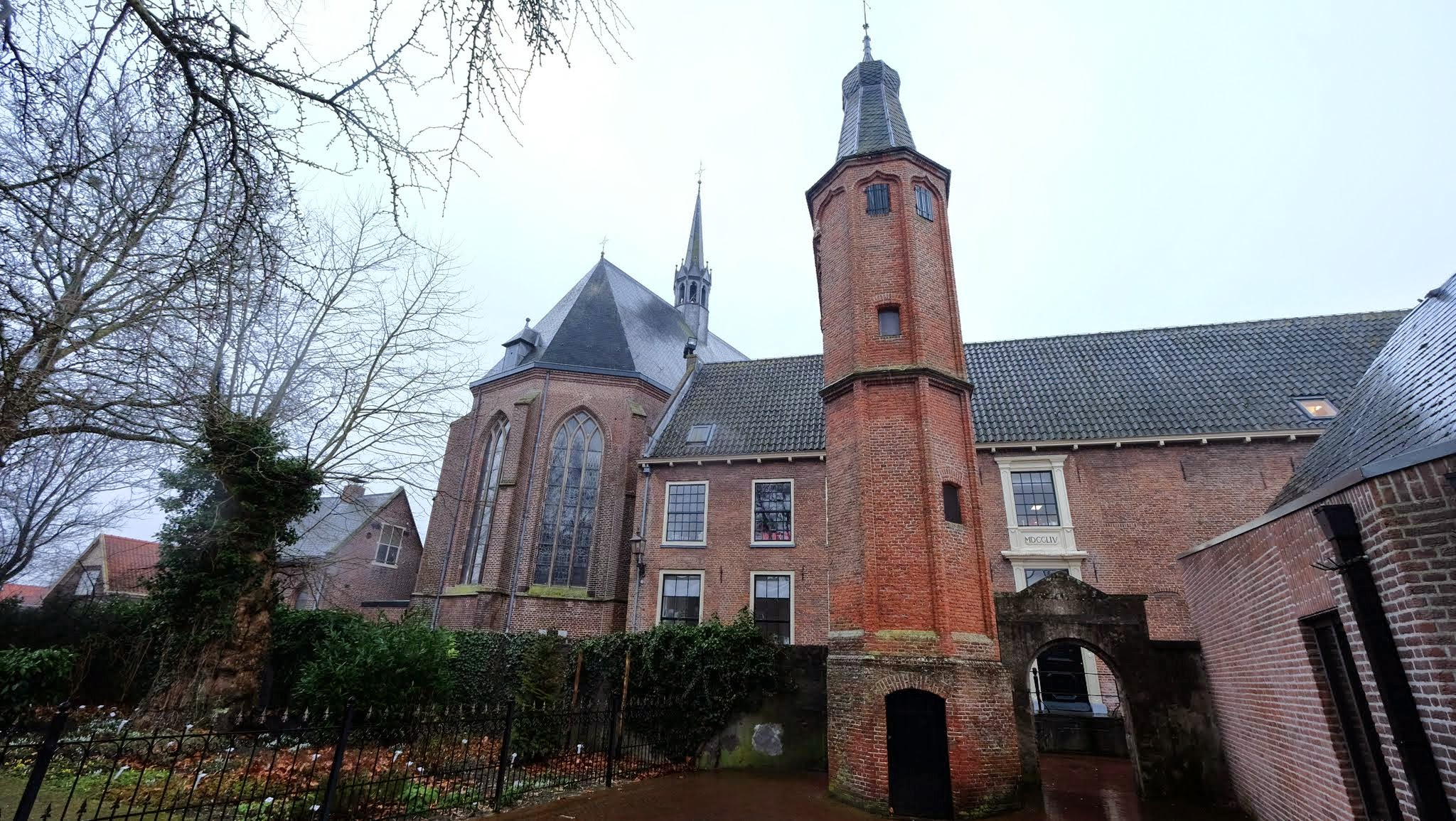
Гардервейкський університет

З 1648 по 1811 рік діяв Гардервейкський університет. Якістю освіти він не відзначався, але швидке проходження формальностей приваблювало численних аспірантів. Випускниками навчального закладу були: Якоб Роггевен, Герман Бургаве, Карл Лінней, Герман Віллем Дендельс. 
18 червня 1672 року Гардервейк потрапив до рук французьких окупантів. Із їхнім відступом, 5 вересня 1673, укріплення були зруйновані, а деякі — підірвані, місто підпалено з усіх боків. Зрештою, згоріла одна школа та близько тридцяти будинків.
14 травня 1940 року Гардервейк був захоплений німецькою армією. На міських луках німці побудували радіолокаційну станцію Stellung Hase, яка служила постом прослуховування для Люфтваффе. 72 жителя Гардервейка, 21 із яких був євреєм, загинули від рук німецьких окупантів. 18 квітня 1945 року місто звільнили канадські війська.

## Економіка
Відгороження затоки Зейдерзе та рекультивація Ейсселмеру призвели до скорочення, а потім і до повного зникнення рибальства та торгівлі рибою, а також поступового розвитку інших джерел існування. Нині Гардервейк в основному орієнтований на різнопланову промисловість, туризм і послуги. Село Гірден, як і раніше, являє собою типовий регіон Велюве з красивими колишніми фермами. 
Гардервейк приваблює багато туристів, почасти через свій дельфінарій, а також міську марину, пляж, сауни і оздоровчий курорт Де Звалюгуфе Традиційно туристичний сезон відкривається у другий вікенд червня фестивалем Aaltjesdagen.

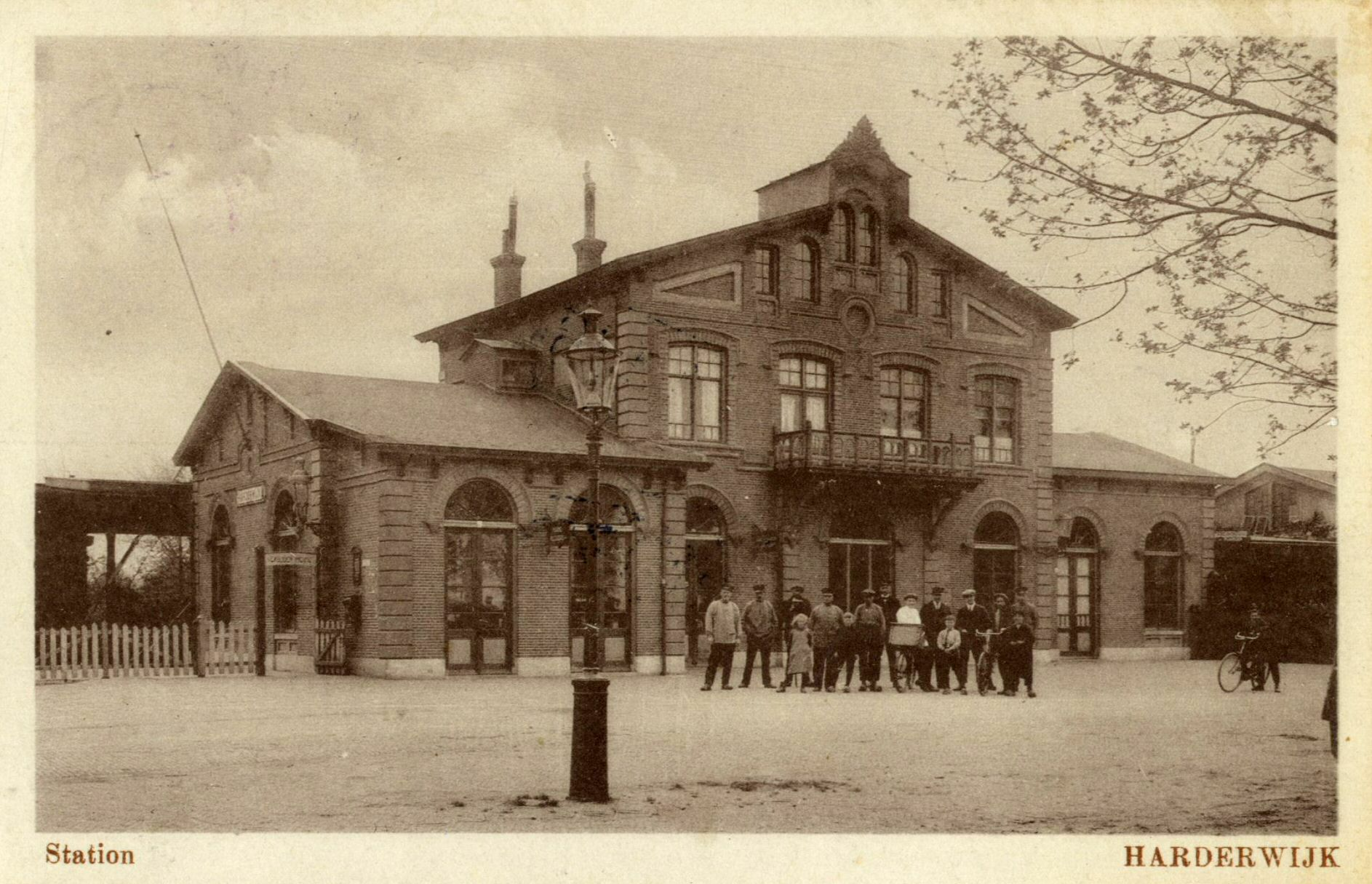
Колишня будівля залізничної станції

## Транспорт
На південь від Гардервейка проходить автомагістраль A28 з Утрехта до Гронінгена. Інша важлива магістраль — N302 від Лелістада до Апелдорна.
На залізничній станції Гардервейка, відкритій у 1863 році, двічі на годину в кожному напрямку зупиняється потяг Зволле—Утрехт. Обслуговується залізничною компанією Nederlandse Spoorwegen.
Місто має приблизно 15 автобусних маршрутів.

## Політика
| Розподіл місць у раді громаді          | Розподіл місць у раді громаді | Розподіл місць у раді громаді | Розподіл місць у раді громаді | Розподіл місць у раді громаді | Розподіл місць у раді громаді | Розподіл місць у раді громаді | Розподіл місць у раді громаді |
| -------------------------------------- | ----------------------------- | ----------------------------- | ----------------------------- | ----------------------------- | ----------------------------- | ----------------------------- | ----------------------------- |
| Партія                                 | 1994                          | 1998                          | 2002                          | 2006                          | 2010                          | 2014                          | 2018                          |
| Християнський союз1                    | -                             | 3                             | 4                             | 5                             | 5                             | 6                             | 5                             |
| ХДЗ                                    | 8                             | 7                             | 7                             | 5                             | 5                             | 6                             | 4                             |
| Міська гардевейкська партія різних2, 3 | -                             | -                             | -                             | -                             | 3                             | 4                             | -                             |
| Народна партія за свободу і демократію | 4                             | 5                             | 4                             | 4                             | 6                             | 4                             | 6                             |
| Партія праці4                          | 3                             | 4                             | 4                             | 4                             | 4                             | 3                             | 2                             |
| Інтереси громади                       | 1                             | 1                             | 2                             | 2                             | 3                             | 3                             | 1                             |
| Демократи 665                          | -                             | -                             | -                             | -                             | -                             | 2                             | 3                             |
| Фракція Караяфуза4                     | -                             | -                             | -                             | -                             | -                             | 1                             | -                             |
| Фракція Неймана3                       | -                             | -                             | -                             | -                             | 1                             | -                             | -                             |
| Міська партія2, 5                      | 4                             | 4                             | 3                             | 4                             | -                             | -                             | -                             |
| Різні гардевейкці2                     | -                             | -                             | 2                             | 3                             | -                             | -                             | 6                             |
| Реформістська партія6                  | -                             | 1                             | 1                             | -                             | -                             | -                             | 1                             |
| Зелені ліві                            | -                             | -                             | -                             | -                             | -                             | -                             | 1                             |
| Інші                                   | 5                             | -                             | -                             | -                             | -                             | -                             | -                             |
| Усього                                 | 25                            | 25                            | 27                            | 27                            | 27                            | 29                            | 29                            |

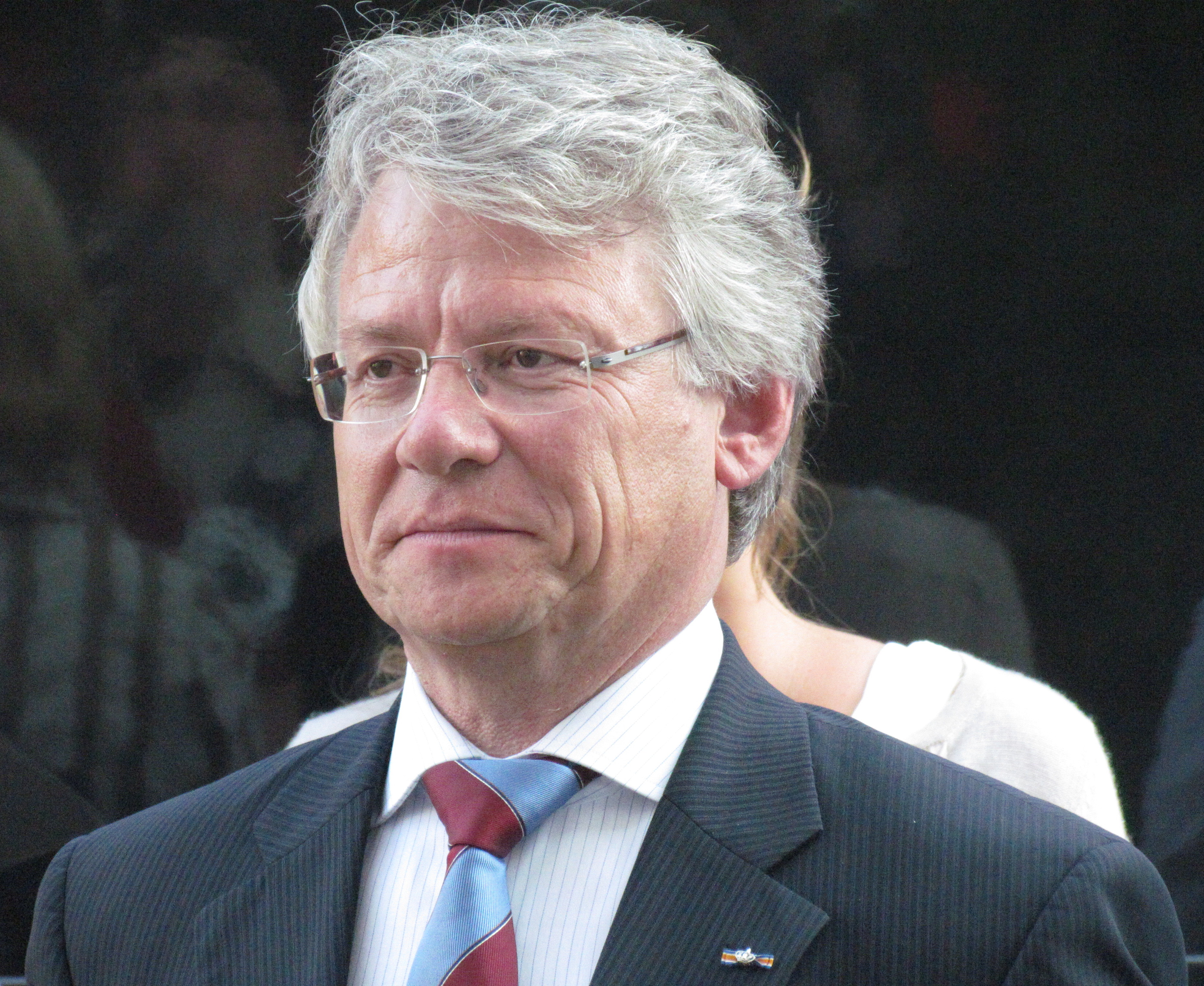
Йоганнес Берендс — мер Гардервейка у 2005—2012 роках

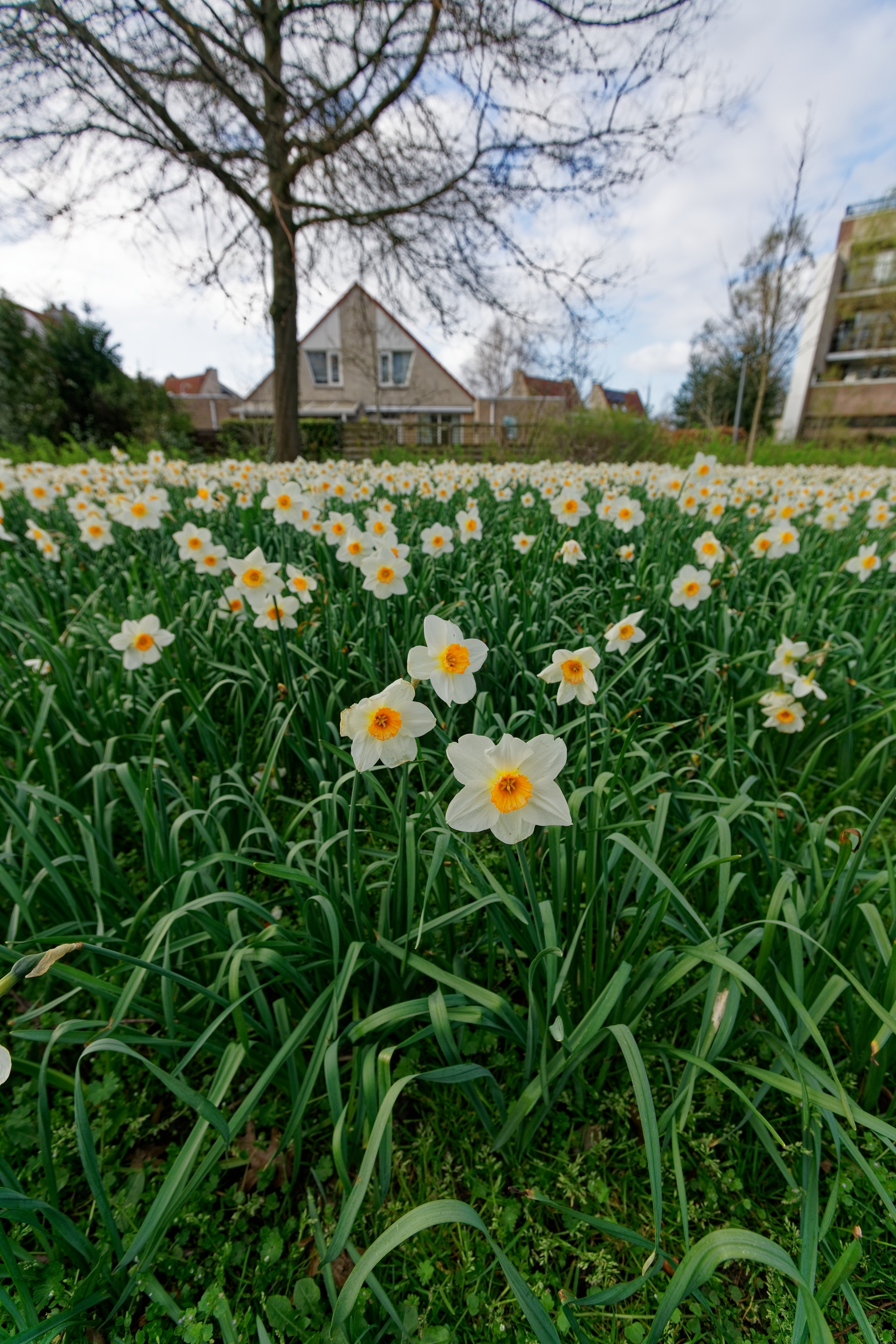
Весна у місті, 2021

1. Християнський союз був створений у 2001 році в результаті злиття Реформованого політичного альянсу та Реформаторської політичної федерації, які до цього складали об'єднану фракцію.
2. Міська партія та Різні гардевейкці об'єдналися у 2009 році у Міську гардевейкську партію різних. У 2017 році назва була скорочена до Різних хардевейкців.Гротекерк

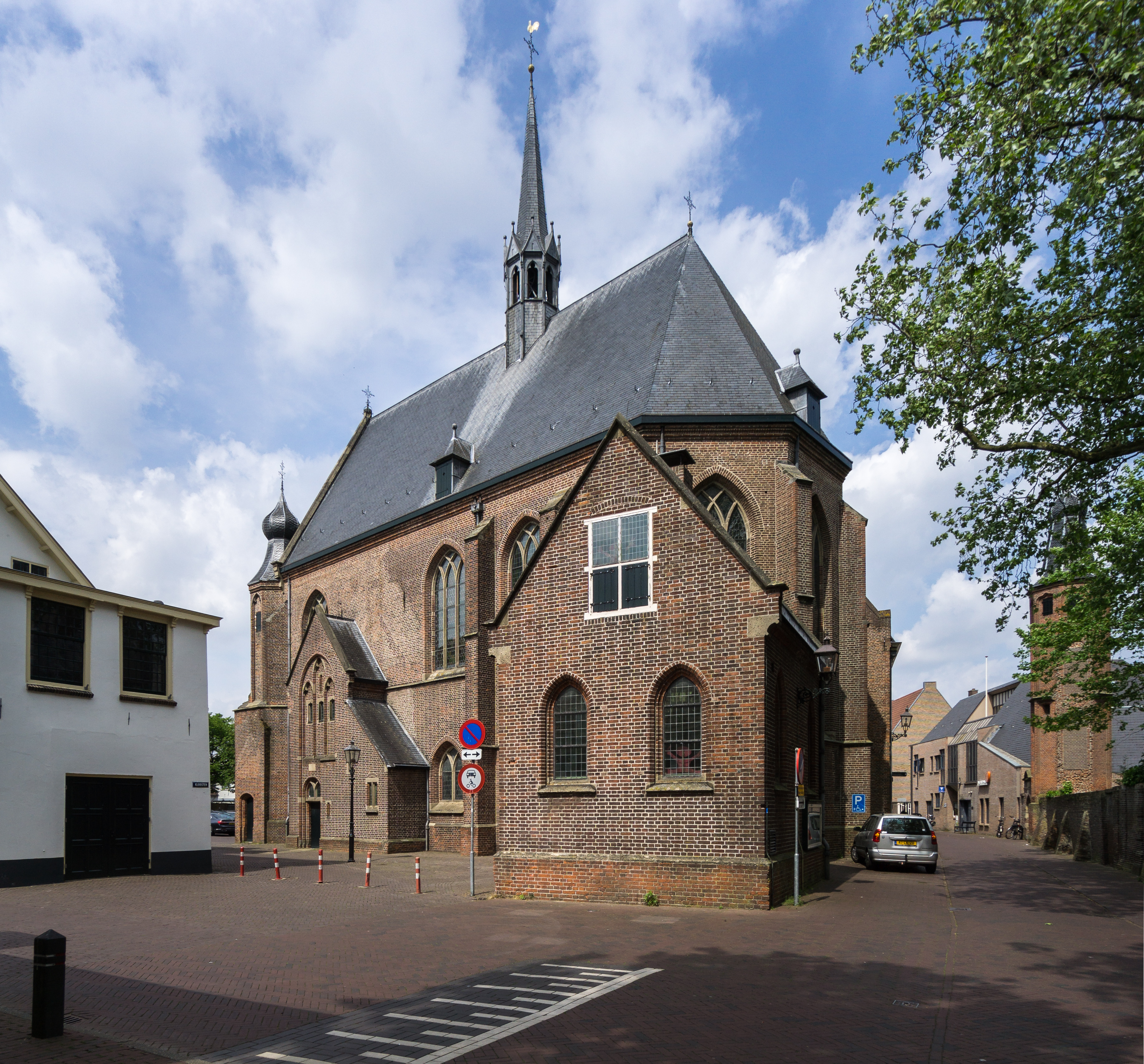
Гротекерк

3. За кілька днів до виборів 2010 року фракція Неймана відокремилася від Міської гардевейкської партії різних і отримала свої місця разом із нею.
4. Фракція Караяфуза вийшла з Партії праці відразу після виборів 2014 року, після того як кандидат Ібрагім Караявуз був обраний преференційним голосуванням і вийшов з партії.
5. У 1994 і 1998 роках у Міської партії був спільний список із Демократами 66.
6. До 1998 года Реформістська партія знаходилась в одній фракції з Реформованим політичним альянсом і Реформаторською політичною федерацією.

## Пам'ятки

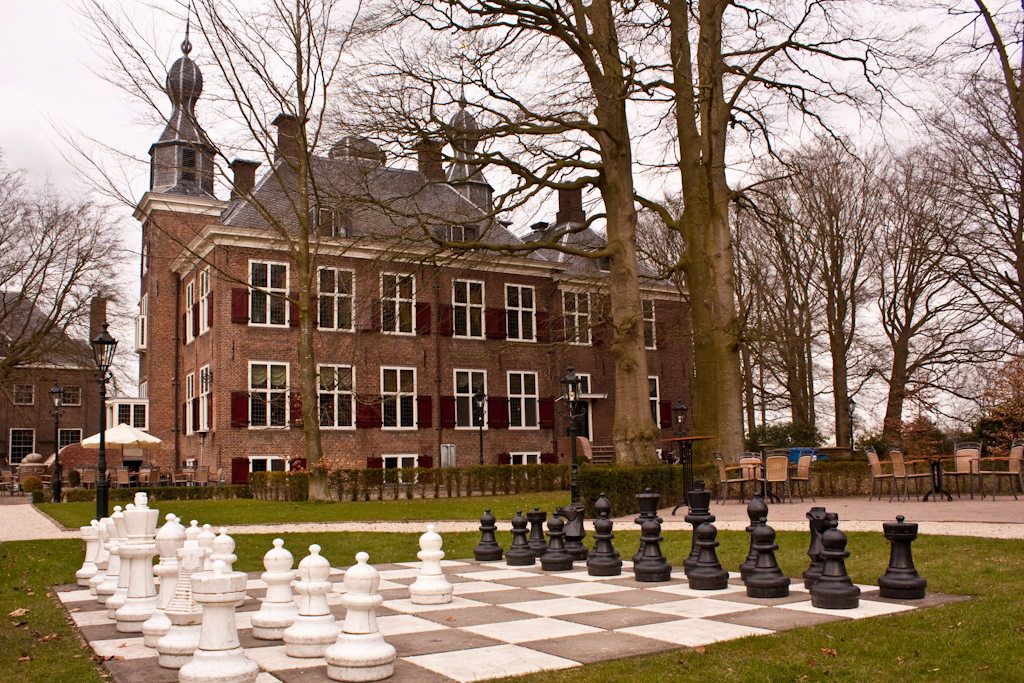
Замок де Ессенбург

- Міська брама Гардервейка, датована XIV століттям;
- Готична церква Гротекерк XIV—XV століть;
- Замок де Ессенбург між селищами Гірден і Гюлсгорст. Набув сучасного вигляду у 1652 році.[5][6]

## Відомі мешканці
- Генк Тіммер (нар. 1971) — нідерландський футболіст, грав за декілька клубів, у тому числі «Аякс», а також національну збірну Нідерландів;
- Маріанне Тіммер (нар. 1974) — нідерландська ковзанярка;
- Ян Бос (нар. 1975) — нідерландський ковзаняр і велогонщик.

## Міста-побратими
- До 2013 року місто Зноймо (Чехія) було містом-побратимом Гардервейка.